# شیوا امینی
شیوا امینی، بازیکن سابق فوتسال ایرانی است. او برای تیم ملی فوتسال زنان ایران بازی کرده است و دعوت شدنش به تیم ملی فوتسال زنان را «بدترین اتفاق» ورزشی خود می‌داند.
او در سال ۲۰۱۷ از ایران مهاجرت کرد. به گفته خودش به دلیل نگرانی از بازداشت و حبس به خاطر انتشار تصاویری از او بدون حجاب در طول سفری خارجی که در آن با پسران مشغول تمرین بوده از سال ۲۰۱۷ از تیم ملی فوتسال زنان ایران کنار گذاشته شده و مجبور به پناهنده شدن به کشور سوئیس شده است.
در مصاحبه‌ای مدعی شد او در سوئیس به باشگاه زوریخ پیوسته است اما به دلیل اینکه بایستی مجوز ITC از فدراسیون فوتبال جمهوری اسلامی ایران دریافت می‌کرد از این تیم کنار گذاشته شد و از بازی کردن فوتسال به طور کلی کنار کشید.
در ۱۷ دسامبر ۲۰۲۳، حزب راست‌گرای برادران ایتالیا که به ریاست جورجا ملونی، نخست‌وزیر وقت کشور اداره می‌شود، جایزه شجاعت و مقاومت دولت این کشور را به شیوا امینی اهدا کرد.